# Johannes Pahlitzsch
Johannes Pahlitzsch (* 31. Mai 1963 in Berlin) ist ein deutscher Byzantinist.
Johannes Pahlitzsch studierte zunächst Kirchenmusik und legte 1989 das Examen als B-Kirchenmusiker ab. Von 1987 bis 1993 studierte er Mittelalterliche Geschichte, Arabistik und Byzantinistik an der Freien Universität Berlin. Dort wurde er 1998 bei Kaspar Elm promoviert über das griechisch-orthodoxe Patriarchat von Jerusalem zur Zeit der Kreuzzüge. Damit legte er „einen wichtigen Baustein für das Gesamtbild der Kulturen im Heiligen Land der Kreuzfahrerzeit“ vor. Er war wissenschaftlicher Mitarbeiter an der FU Berlin und am Max-Planck-Institut für europäische Rechtsgeschichte. Von 2005 bis März 2009 war er als wissenschaftlicher Mitarbeiter an der Universität Mainz tätig. Seine Habilitation erfolgte 2008 ebenfalls in Berlin. Im April 2009 trat er die Nachfolge von Günter Prinzing an und lehrt seitdem als Professor für Byzantinistik an der Universität Mainz. 
Seine Forschungsschwerpunkte sind die Beziehungen der unterschiedlichen Religionsgemeinschaften im östlichen Mittelmeerraum vornehmlich in mamlukischer Zeit, das islamische Stiftungswesen (Waqf) im Vergleich sowie die byzantinische und islamische Memorialkultur.

## Schriften
Monographien
- Der arabische Procheiros Nomos. Untersuchung und Edition der Übersetzung eines byzantinischen Rechtstextes (= Forschungen zur byzantinischen Rechtsgeschichte. Bd. 31). Löwenklau-Gesellschaft, Frankfurt am Main 2014, ISBN 978-3-923615-29-2.
- Graeci und Suriani im Palästina der Kreuzfahrerzeit. Beiträge und Quellen zur Geschichte des griechisch-orthodoxen Patriarchats von Jerusalem (= Berliner historische Studien. Bd. 33 = Ordensstudien. Bd. 15). Duncker und Humblot, Berlin 2001, ISBN 3-428-09884-6 (Zugleich: Berlin, Freie Universität, Dissertation, 1998).

Herausgeberschaften
- mit Ludger Körntgen, Jan Kusber, Filippo Carlà-Uhink: Byzanz und seine europäischen Nachbarn. Politische Interdependenzen und kulturelle Missverständnisse (= Byzanz zwischen Orient und Okzident. Bd. 17). Verlag des Römisch-Germanischen Zentralmuseums, Mainz 2020, ISBN 978-3-88467-325-6.
- mit Heide Frielinghaus, Sebastian Grätz, Heike Grieser, Ludger Körntgen, Doris Prechel: Der Herrscher als Versager?! Vergleichende Perspektiven auf vormoderne Herrschaftsformen (= Kraftprobe Herrschaft. Bd. 1). V&R unipress, Mainz University Press, Göttingen 2019, ISBN 978-3-8471-1050-7.